# 阿尔罕布拉宫
阿尔罕布拉宫（阿拉伯语：الحمراء，羅馬化：al-ḥamrāʼ ，即红色城堡、红宫；西班牙語： 西班牙語發音：[aˈlambɾa]）是一座位于西班牙南部城市格拉纳达的于摩尔王朝时期修建的古代清真寺—宫殿—城堡建筑群。原址建有要塞称为Al-Andalus，宫殿为原格拉纳达摩尔人国王所建，现在则是一处穆斯林建筑、文化博物馆。1232年在老城改建的基础上逐步形成现存规模。宫墙外围有30米高的石砌城墙。有两组主要建筑群：一组为“石榴院”，另一组为“狮子院”。
统治格拉纳达的奈斯尔王朝（Nasrid dynasty）的第一代统治者穆罕默德一世（Mohammed I ibn Nasr）修建了阿兰布拉，因穆罕穆德被称为“红人之子”，这座宫殿又叫作“红宫”。其作为伊斯兰教世俗建筑与造园技艺完美结合的建筑名作以及阿拉伯式宫殿庭院建筑的优秀代表，1984年被选入联合国教科文组织世界文化遗产名录之中。

## 主要組成

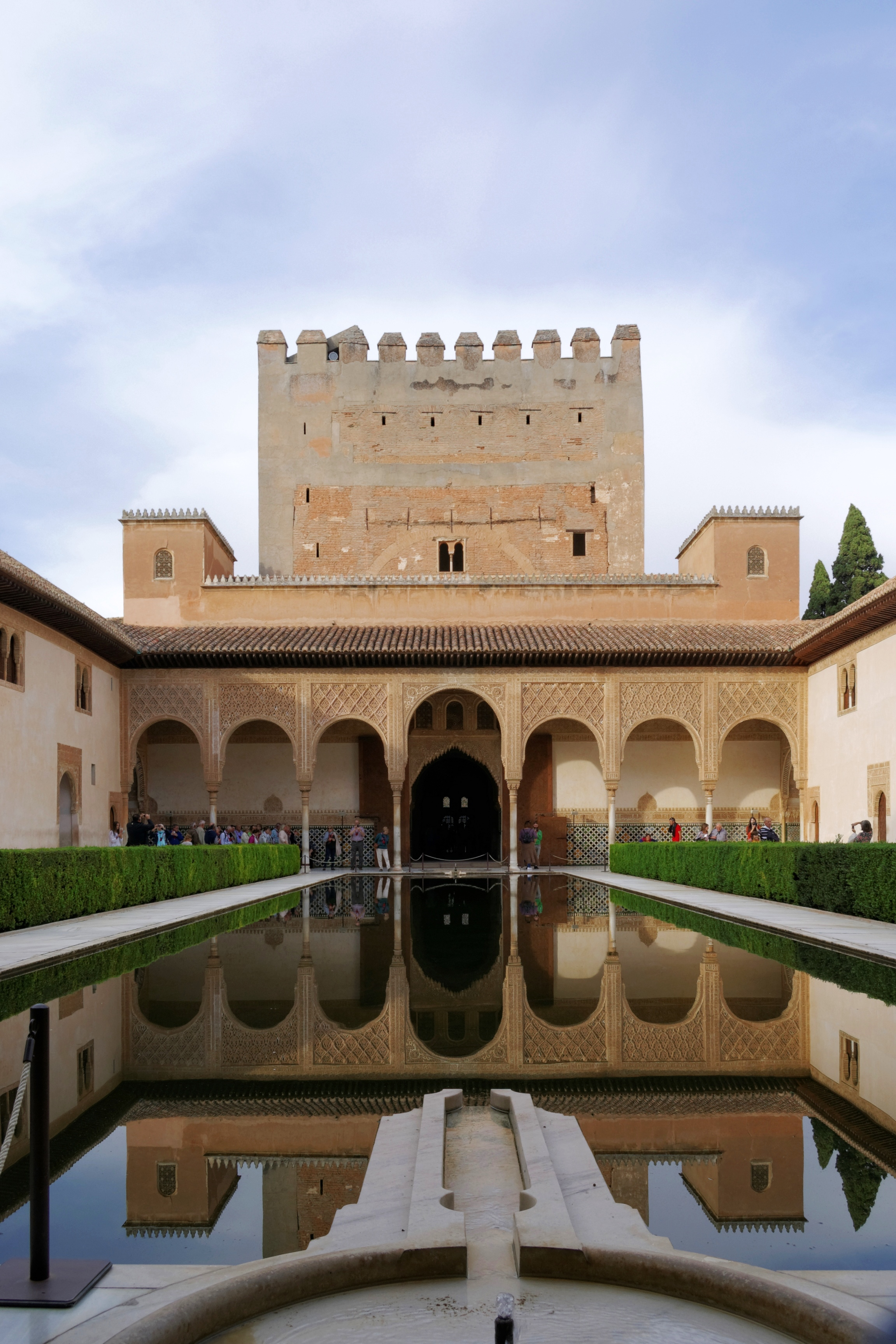
香桃木院

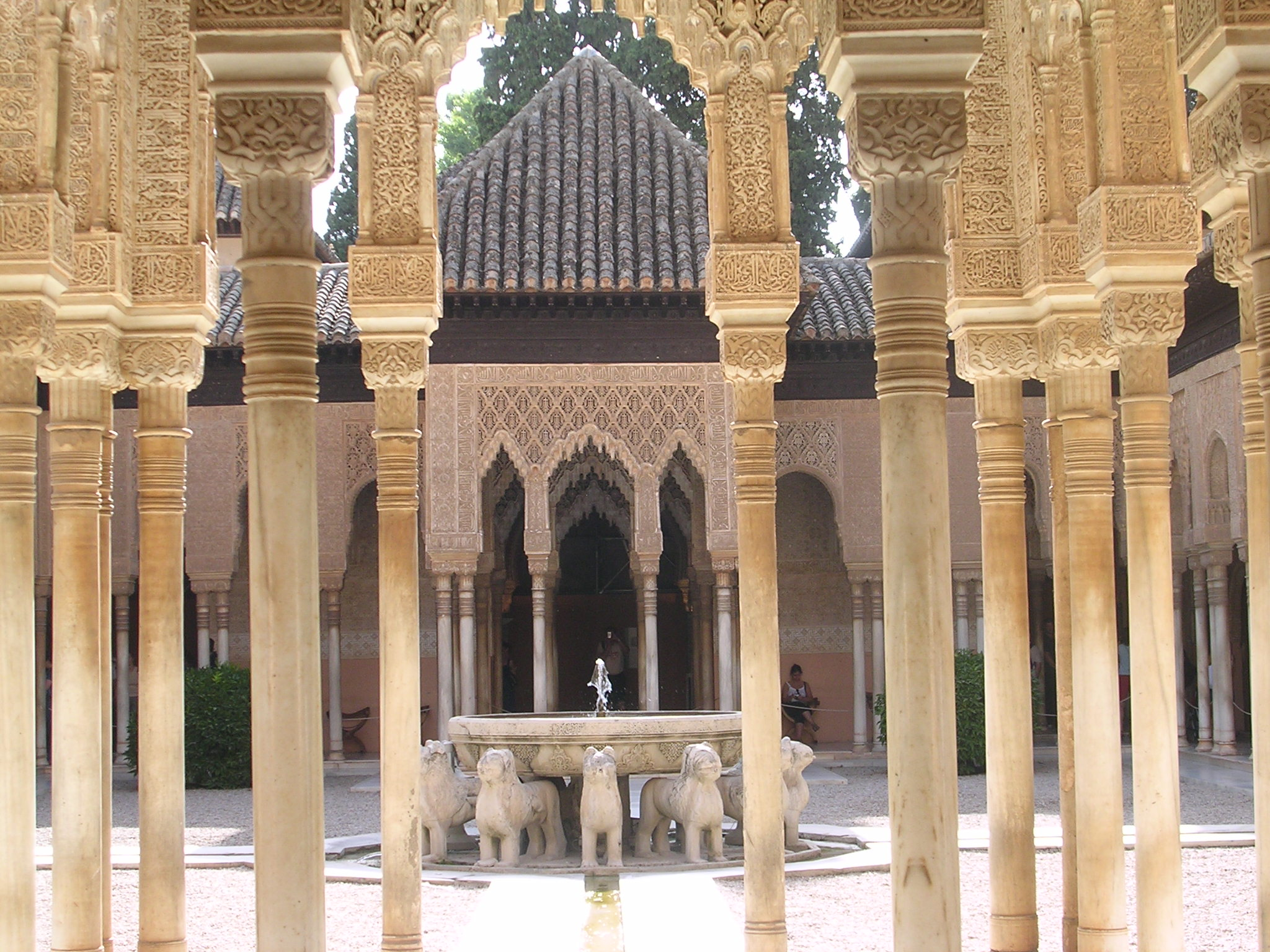
狮子院的中庭

梅斯亚尔厅（Mexuar），是宫里最古老的部分，是用于苏丹公务的厅堂，听政、判决。
科玛莱斯宫（Comares），是苏丹会见大臣的地方，有时也在此喝茶，抽水烟，谈论国事。
香桃木院（Patio de los Arrayanes），长36米宽23米，香桃木享有“爱神木”美称，花的花语是爱情蜜语，安达卢西亚地区多种；
使节厅（Salon de Embajadores），是宫里最大最豪华的厅堂。苏丹在这里接见外宾，墙上复杂的花纹取材于贝壳，花和星星等大自然中的要素为题材。伊斯兰有规矩不能用人和动物图案作装饰。阿拉伯的铭文描绘的是伊斯兰教的七层天。古兰经有几处经文谈到“七层天”真主在两日内创造了七层天。
狮子庭院（Patio de los Leones），长28米宽16米，周围一圈都是柱子，总共有124根。中间是12头石狮子驮起的水池。池子向四方向引出四条小渠，代表四条河名为水河、乳河、酒河、蜜河。古兰经中讲乐园有一百等级，每两等之间的距离，如霄壤之遥。极乐园最为高级，乐园四河由此涌出，上面是真主的宝座。阿拉伯的庭院中经常会建这样的十字形的水渠。
两姐妹厅（Sala de las Dos Hermanas），顶部形如钟乳石的装饰是宫里最精美的部分；
阿本莎拉赫厅（Sala de los Abencerrajes），名自贵族家庭，图案的灵感来自毕达哥拉斯定理，即直角三角形斜边平方等于两直角边平方之和，曾经是宫内最血腥的地方，国王听信谗言在此杀死36位武士和宫廷里的亲戚。
国王厅（Sala del Rey），曾经举办宴会的地方，天花板上描绘有王朝历代的十位国王像，画是画在皮革上的。天花板雕的像个山洞，伊斯兰教传说圣人默罕默德就是住在山洞里。

## 圖集

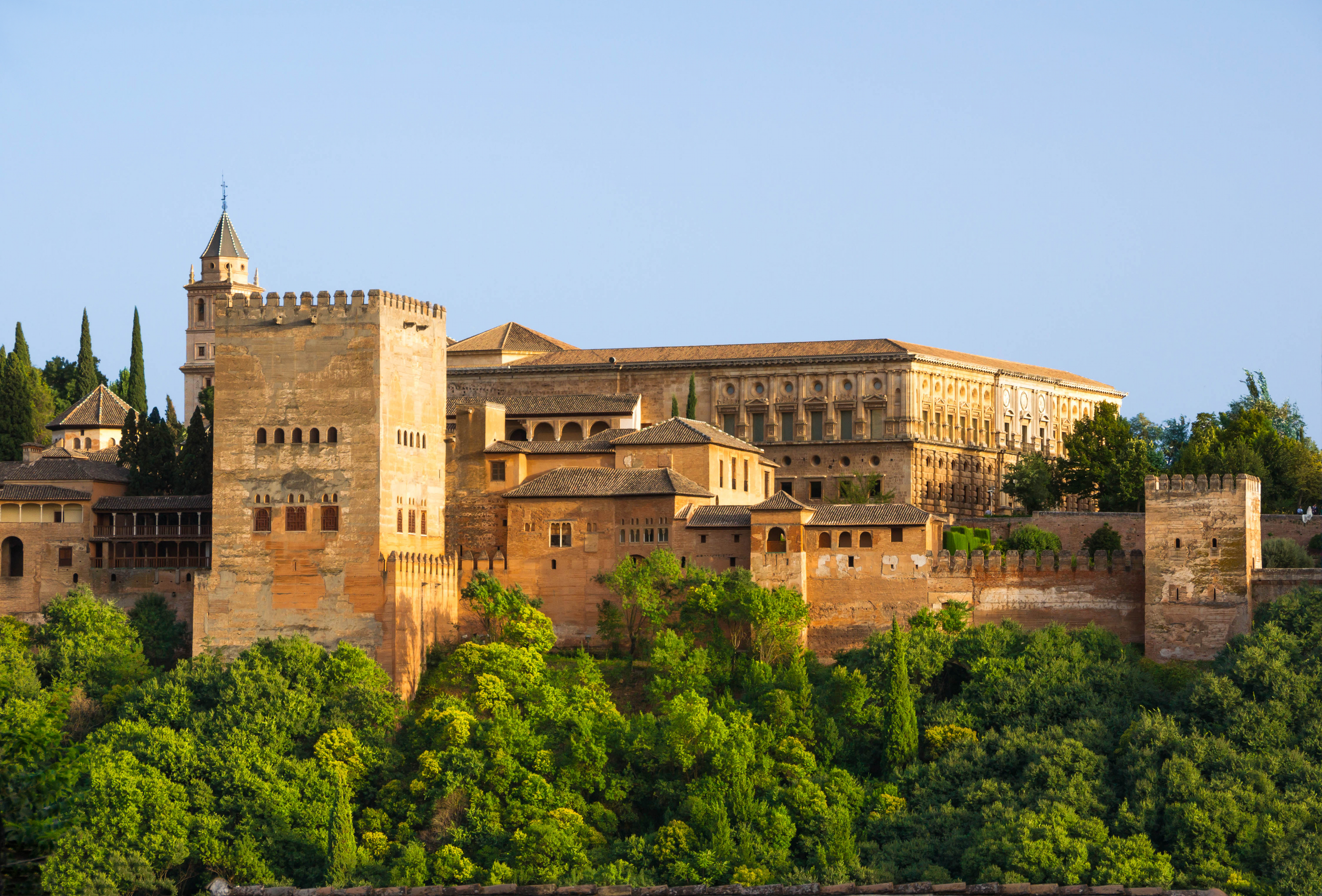
阿尔罕布拉宮
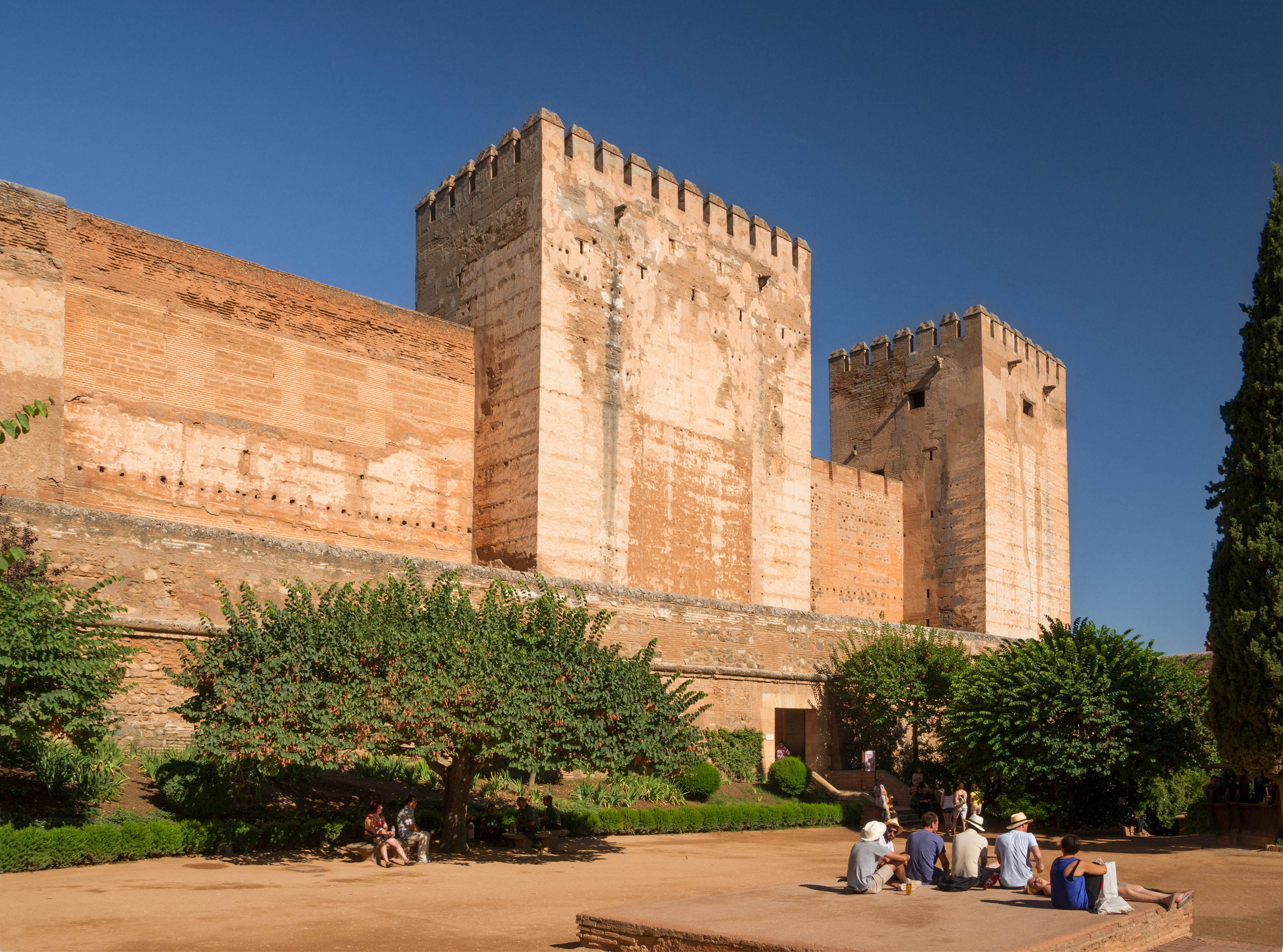
Alcazaba
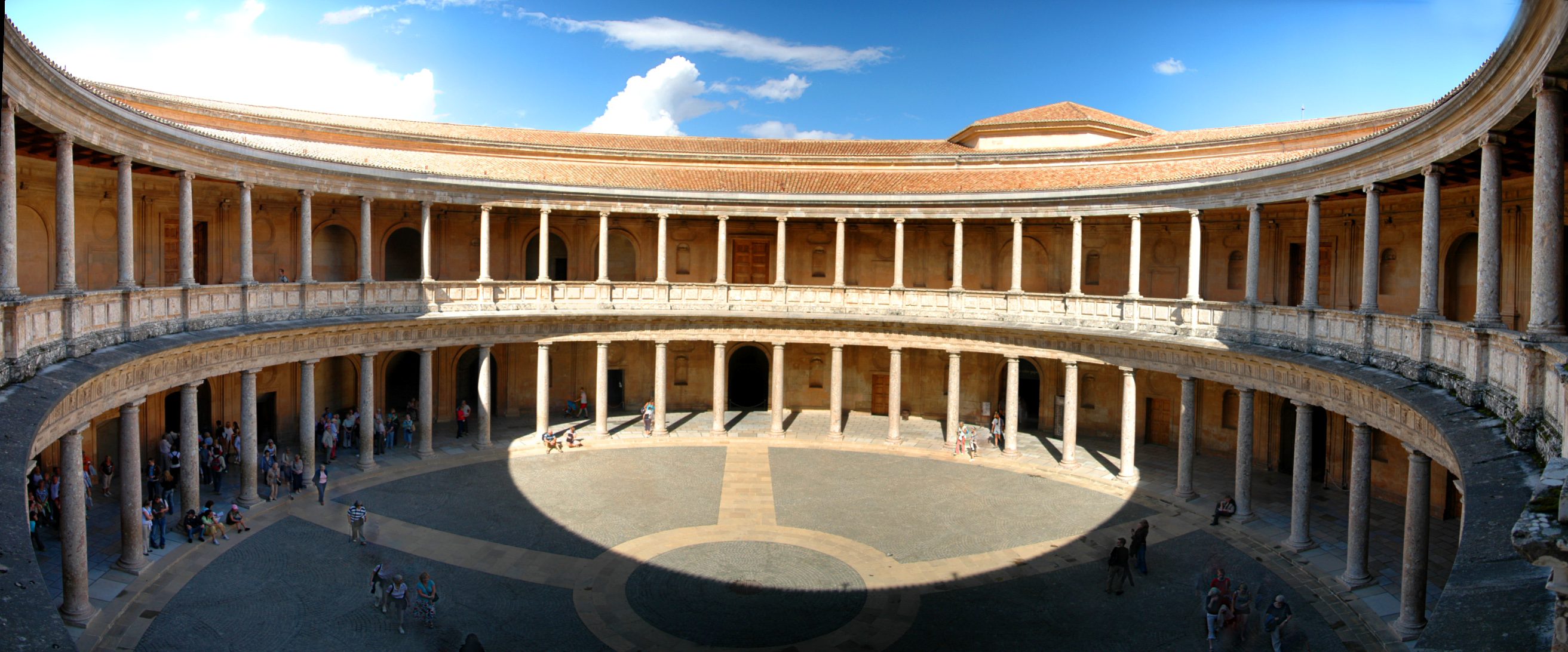
查理五世宮殿
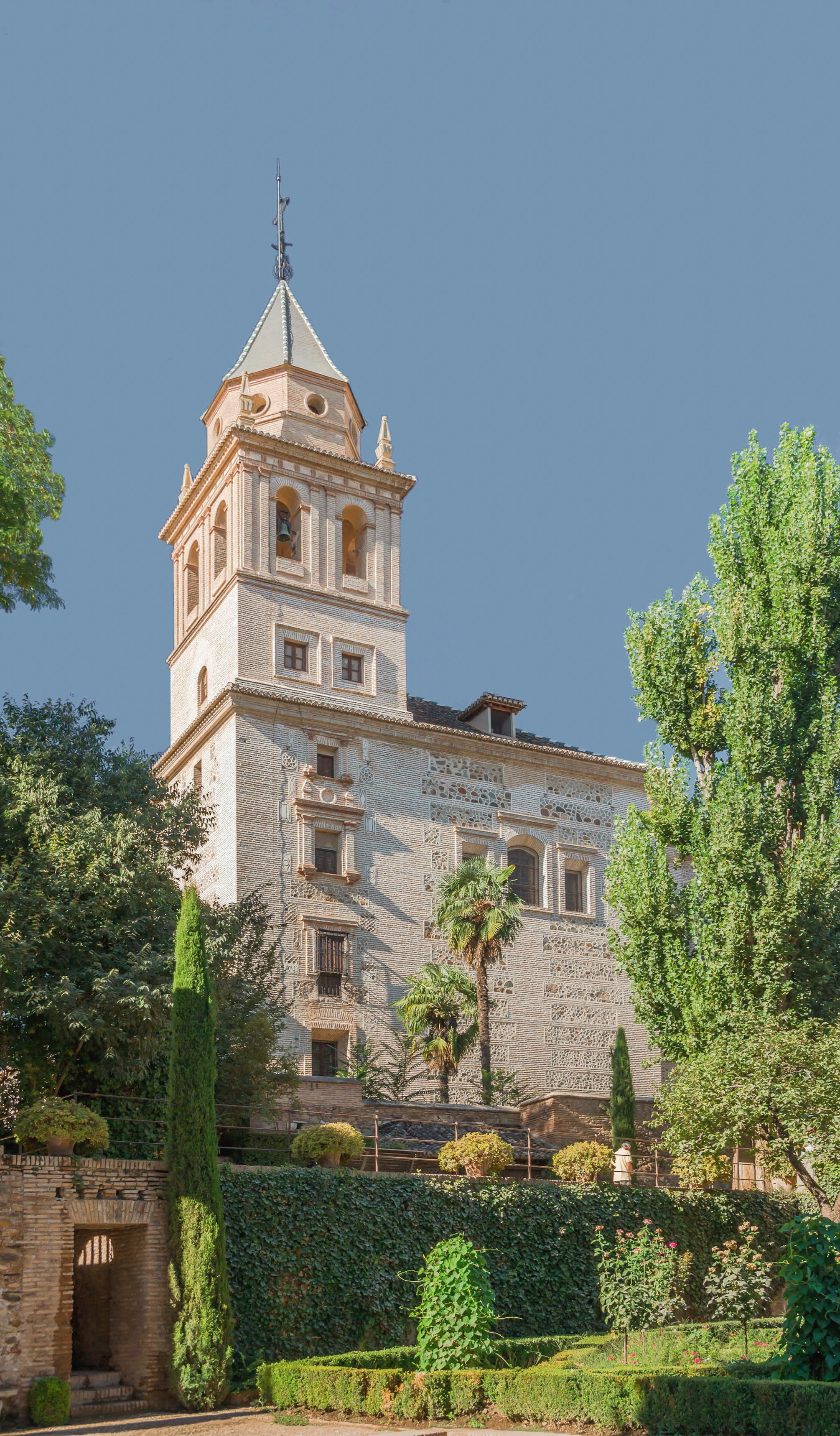
阿尔罕布拉宮聖瑪麗亞教堂
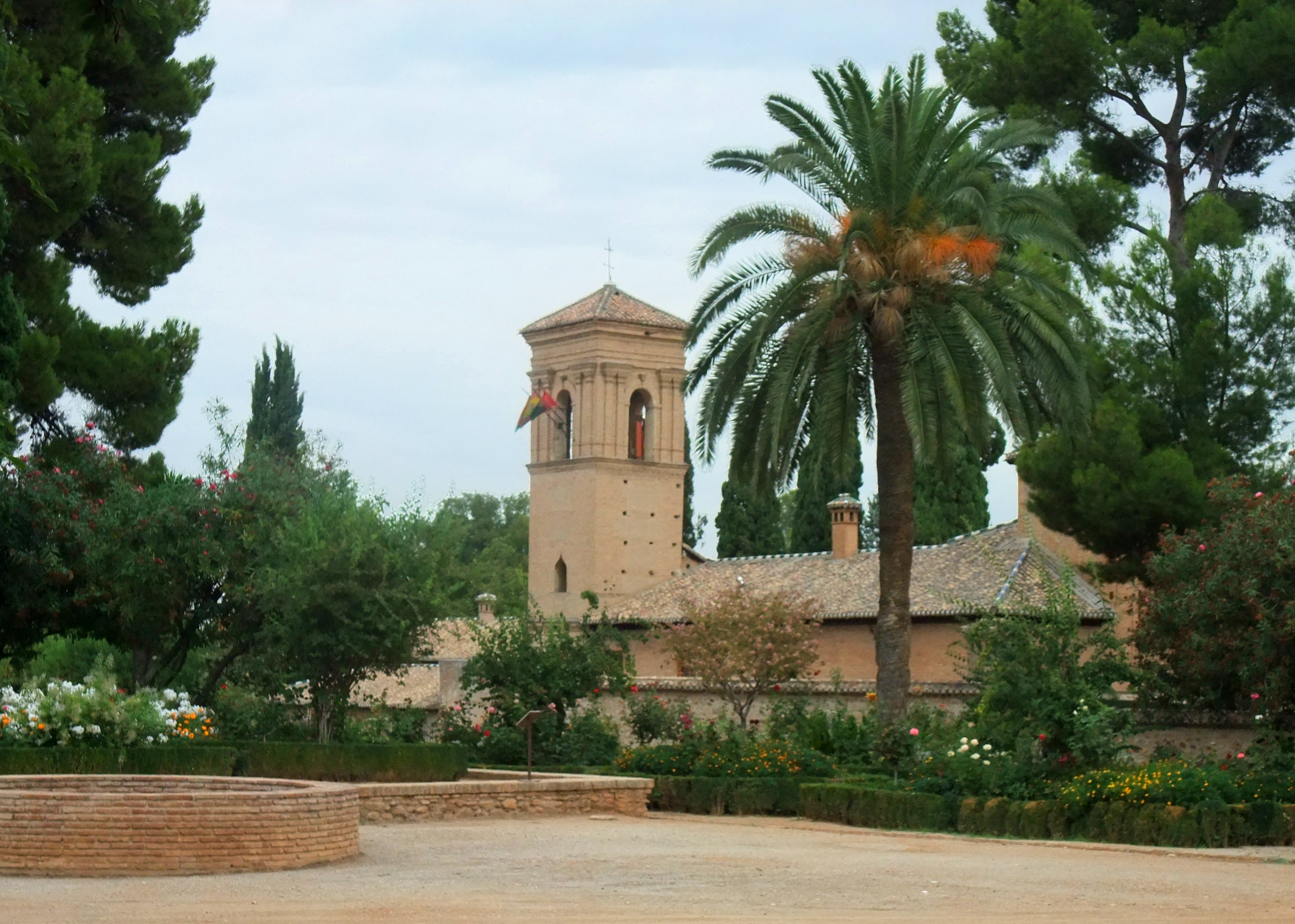
聖弗蘭采斯哥修道院
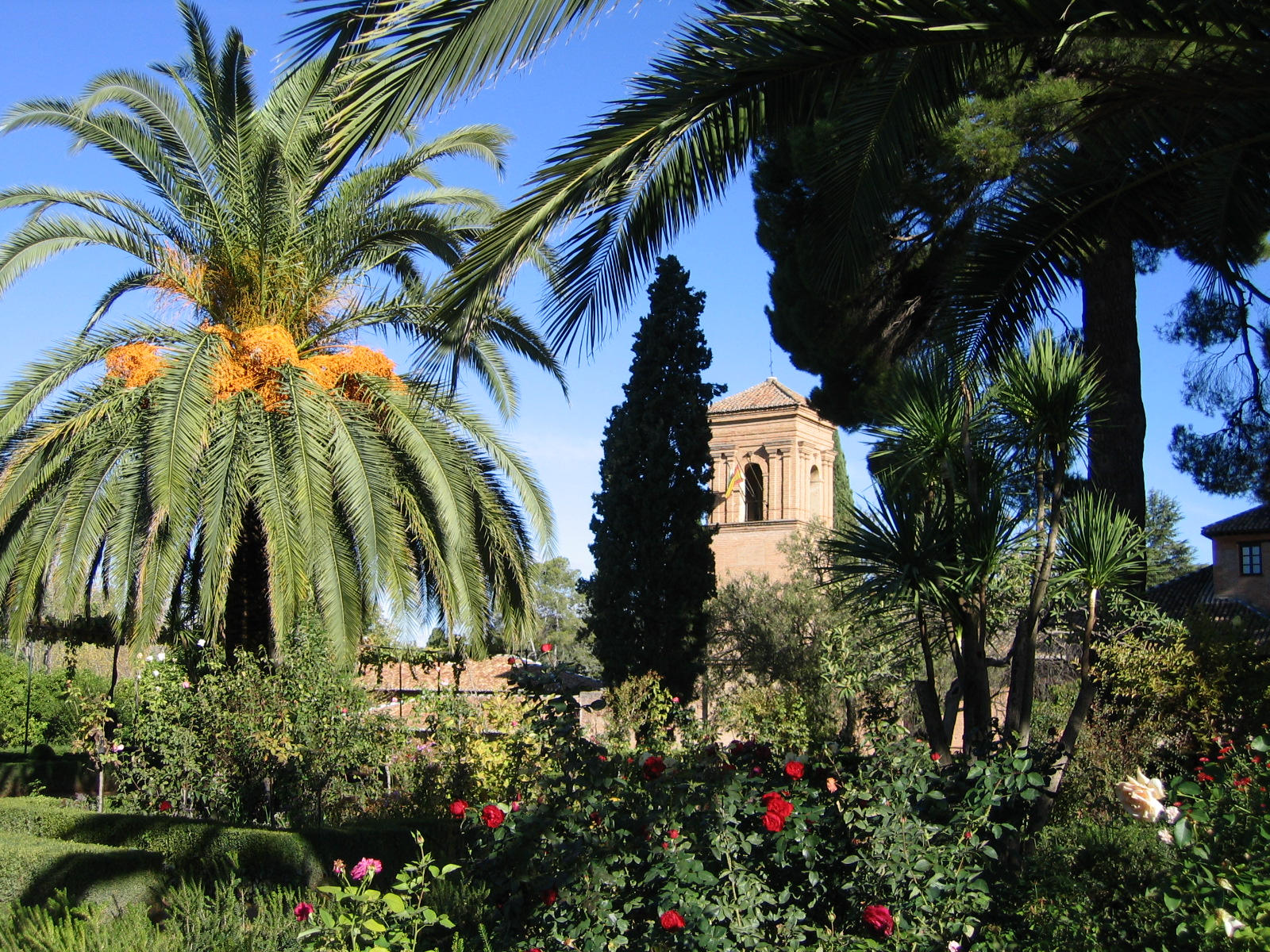
聖弗蘭采斯哥修道院
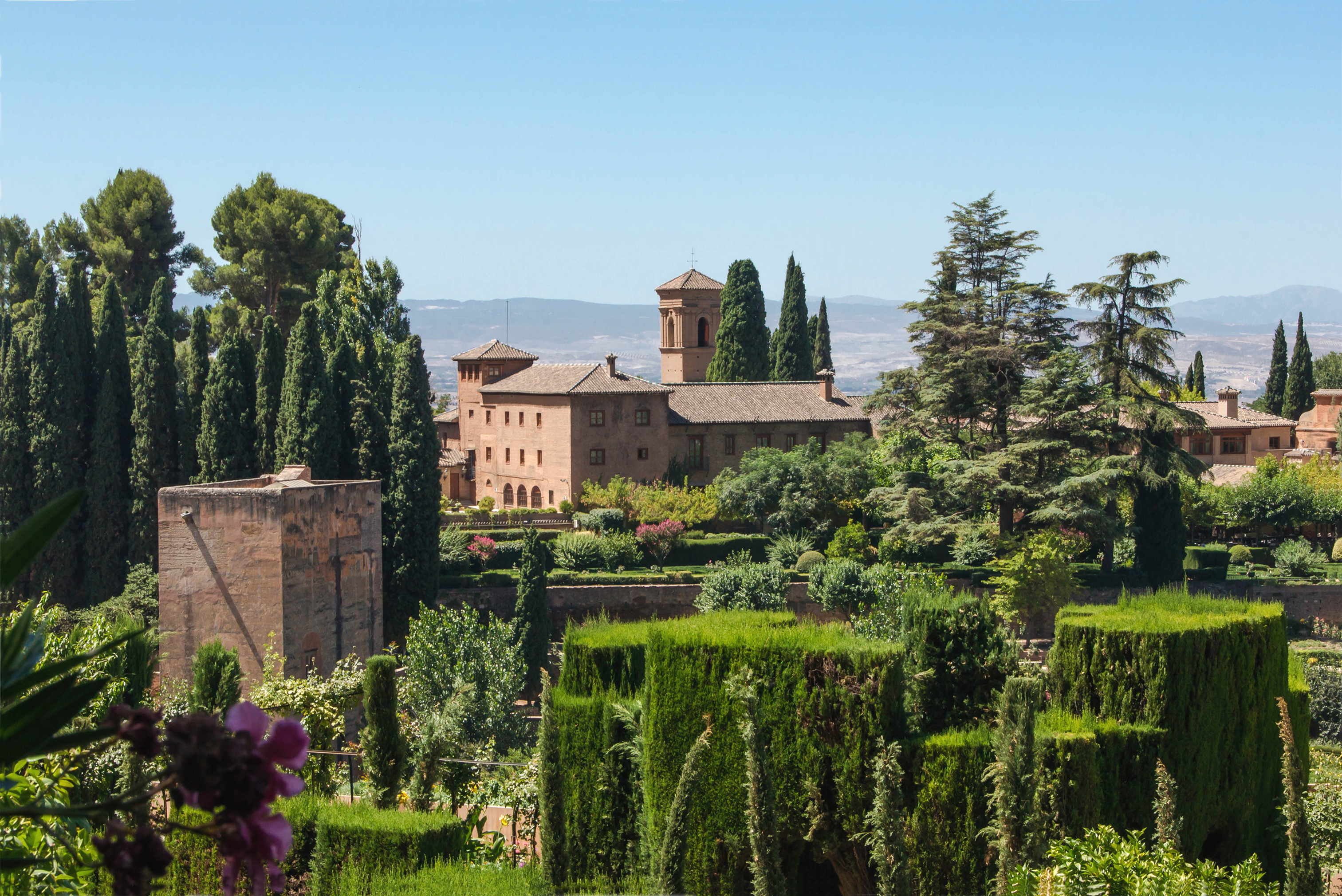
聖弗蘭采斯哥修道院
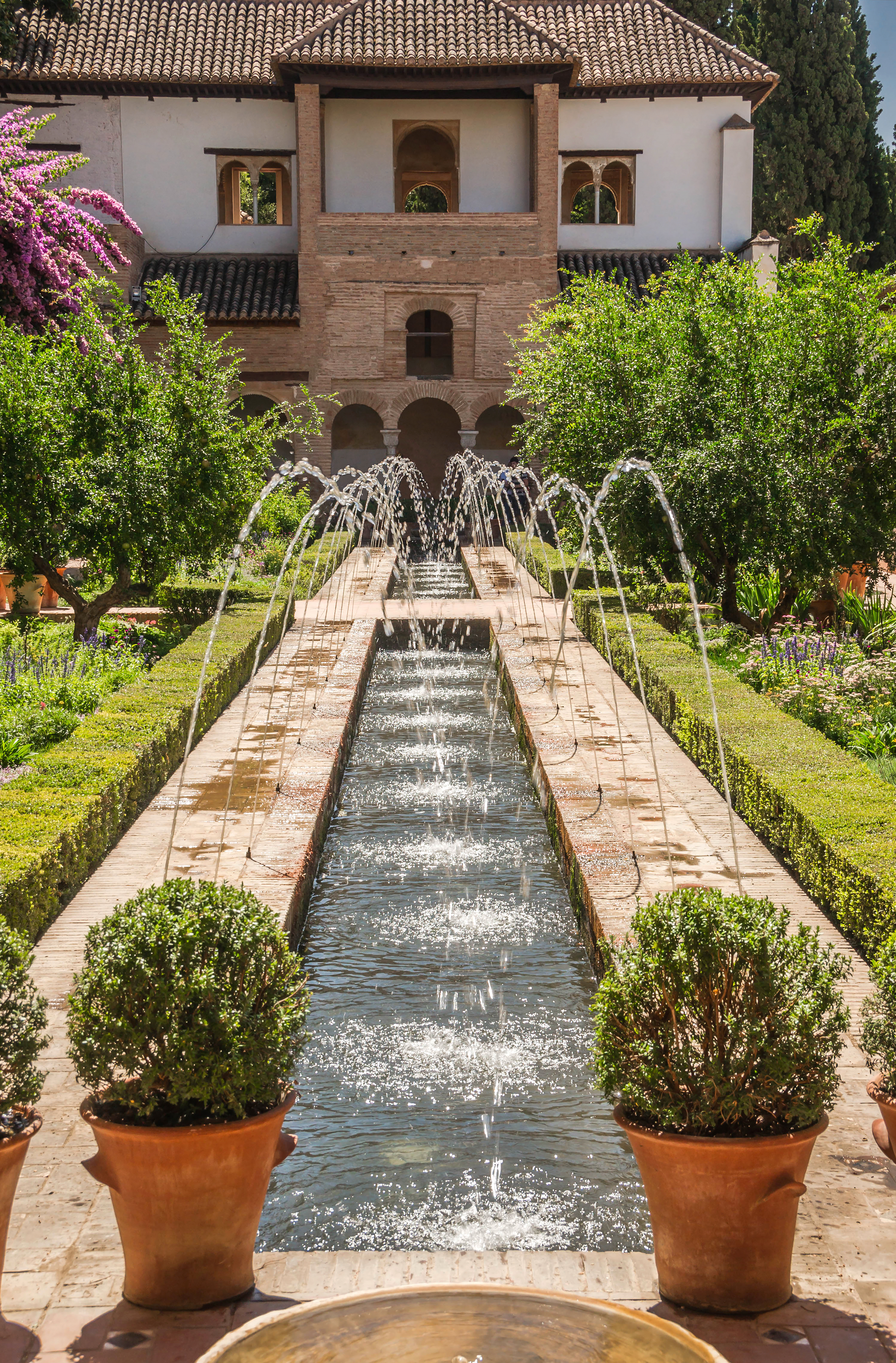
Generalife
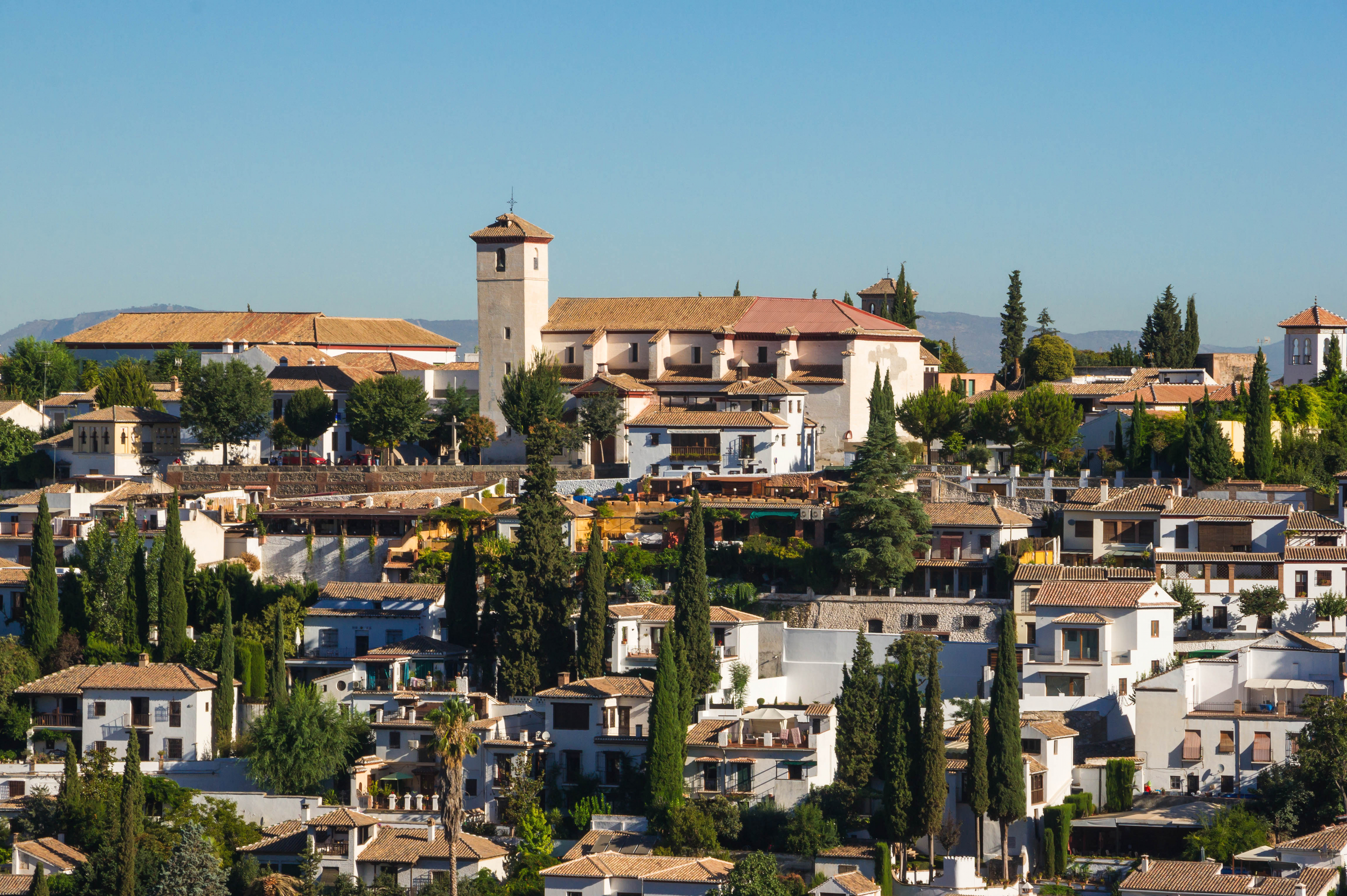
Albayzin
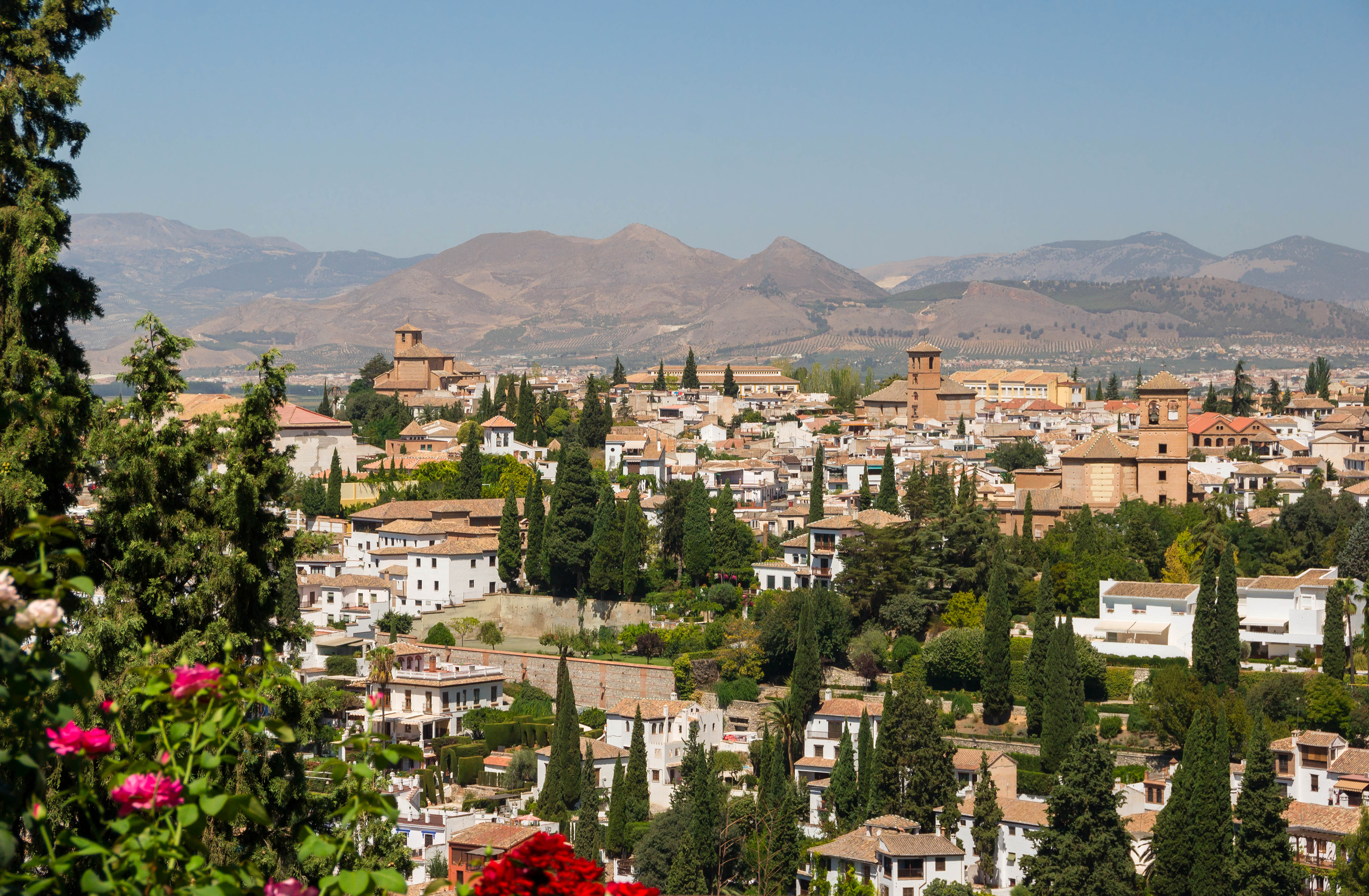
Albayzin
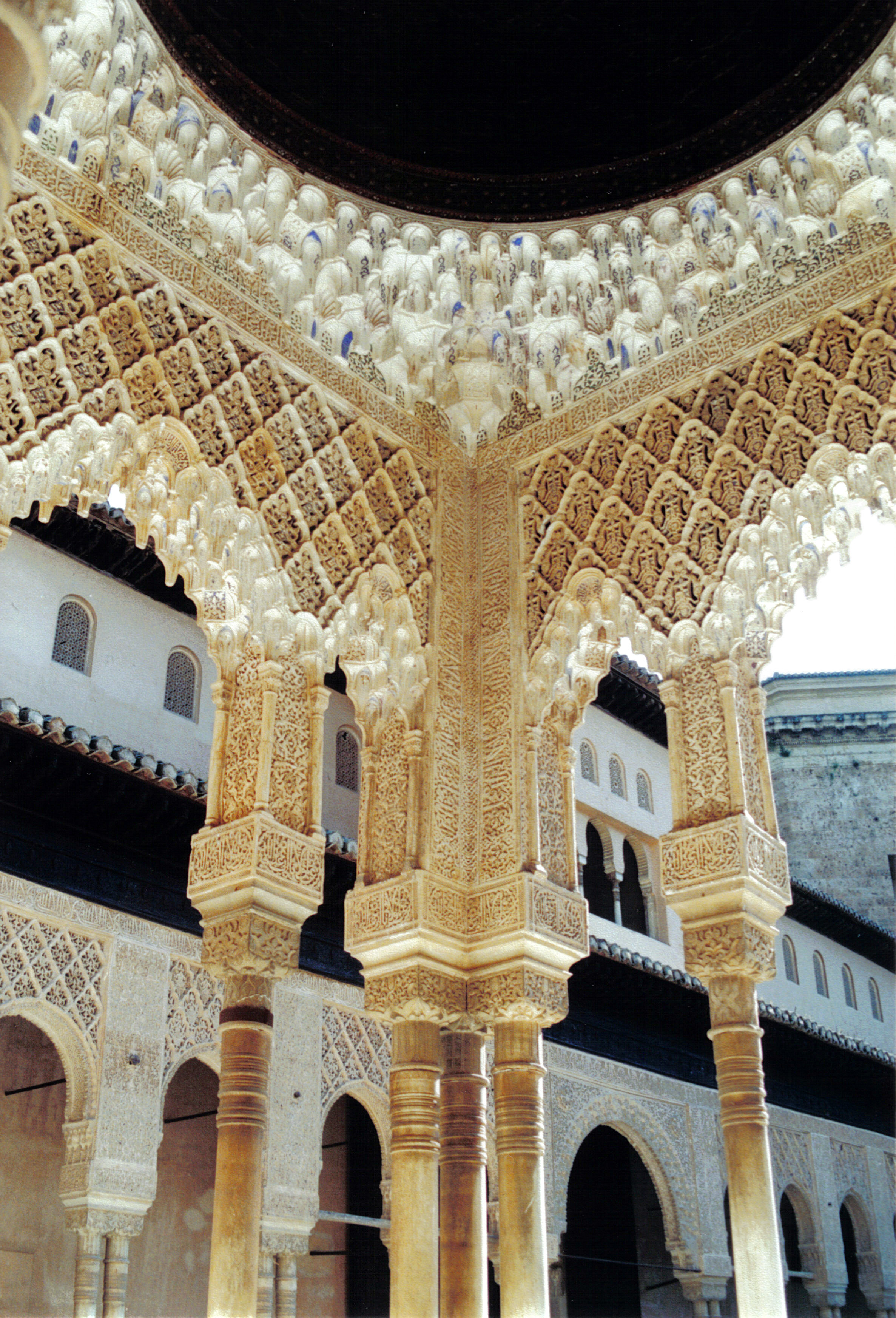
獅子院的中庭
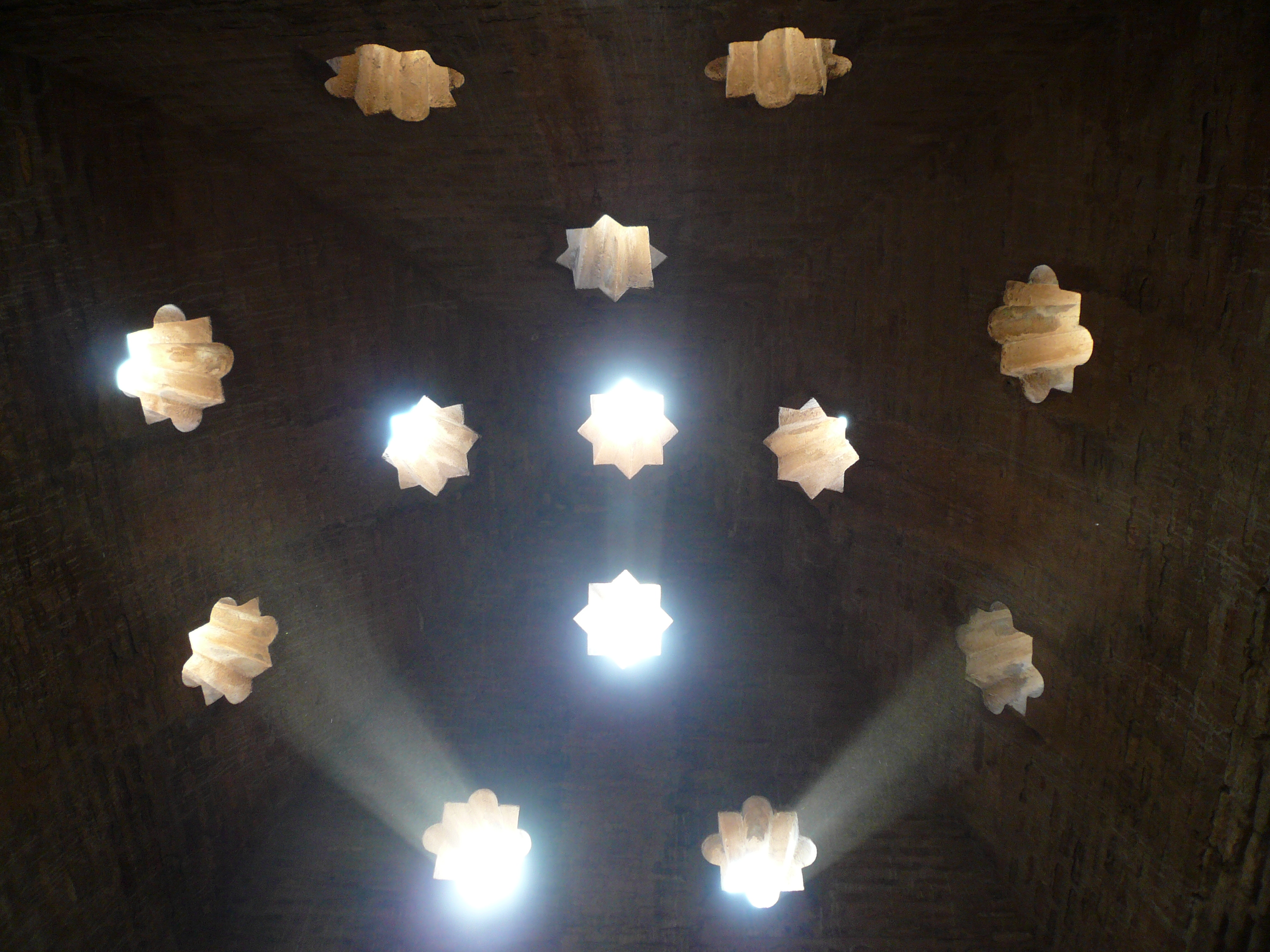
科瑪萊斯宮浴室
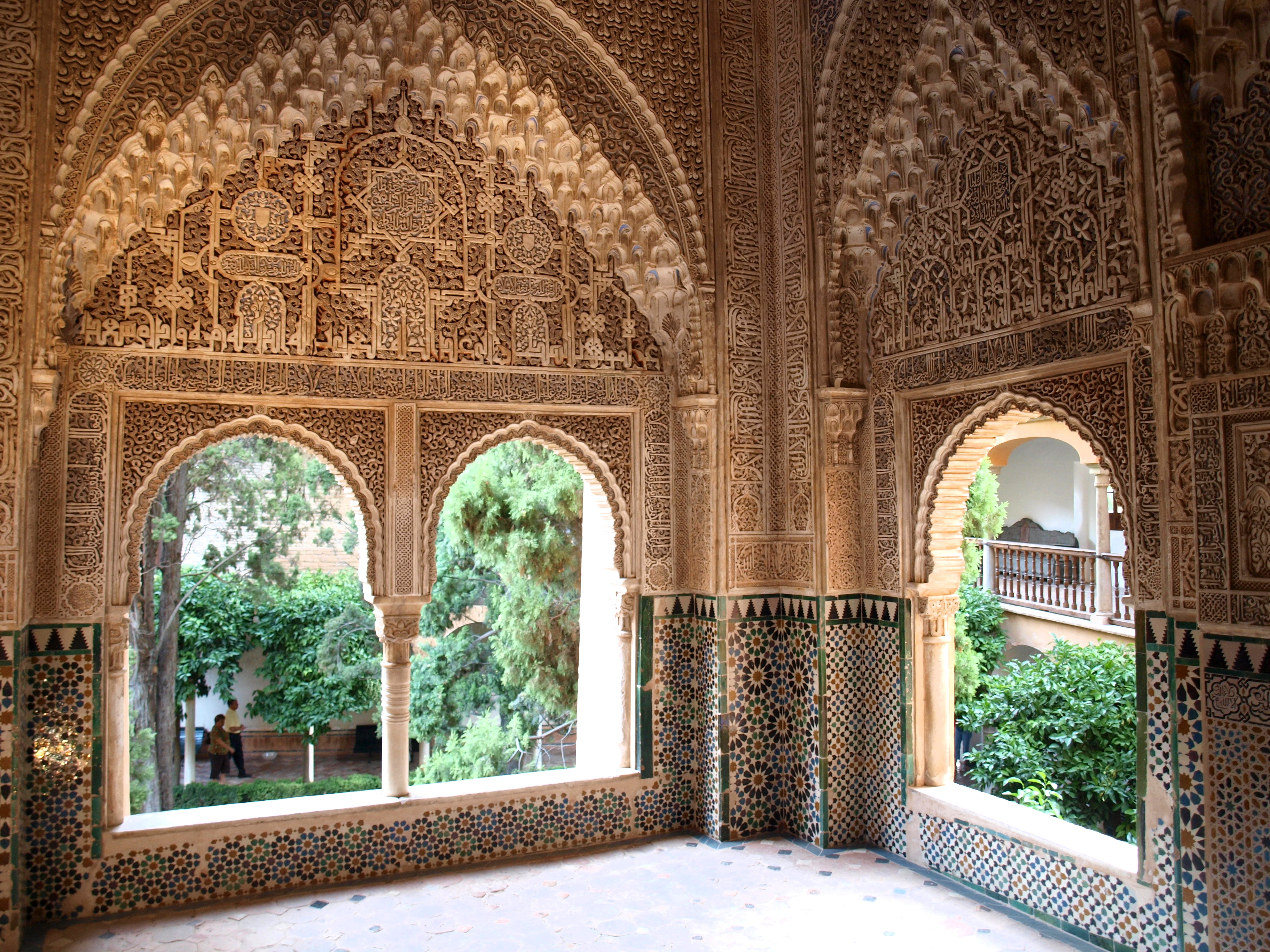
Mirador de Daraxa
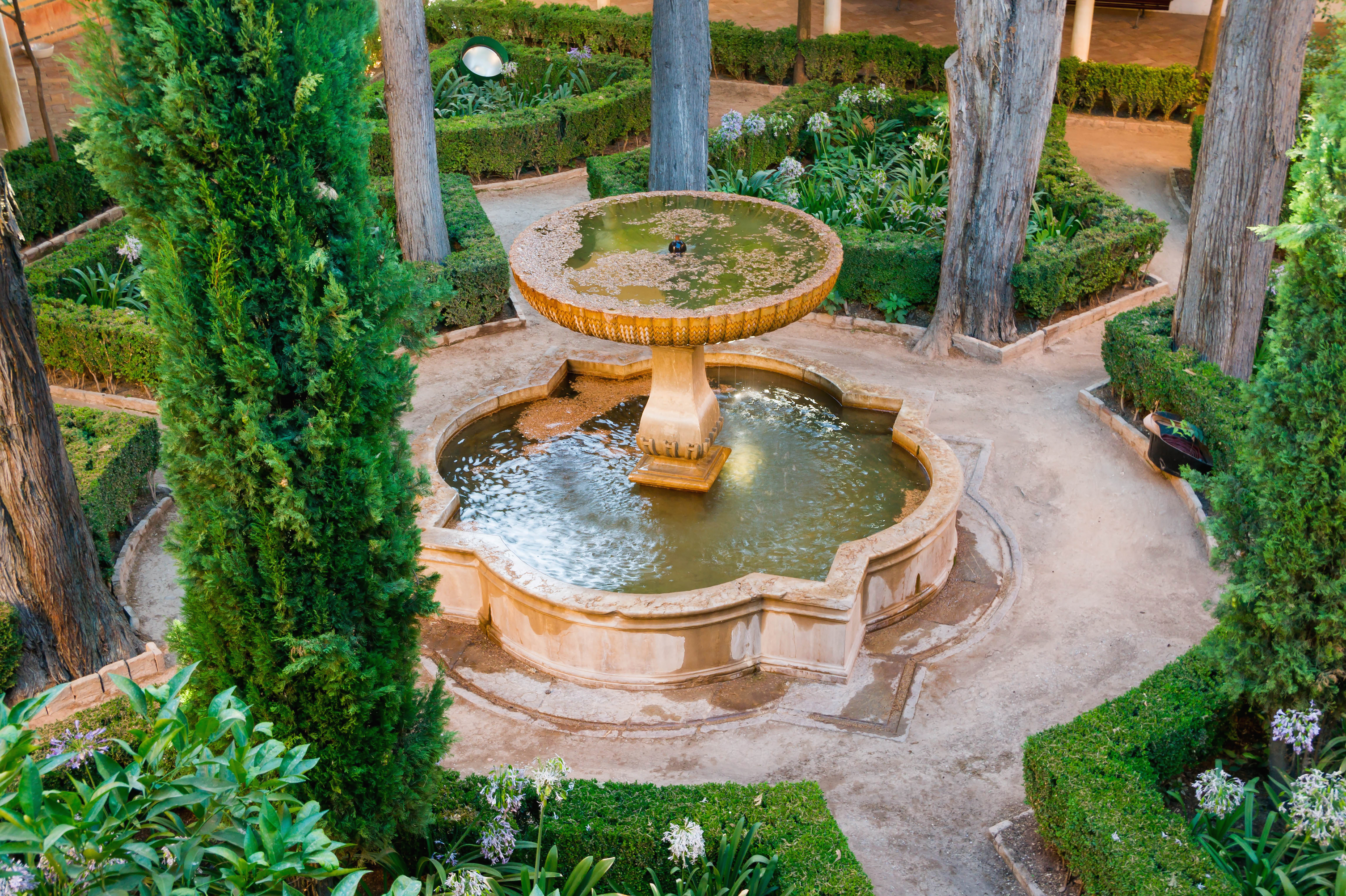
Patio de la Lindaraja
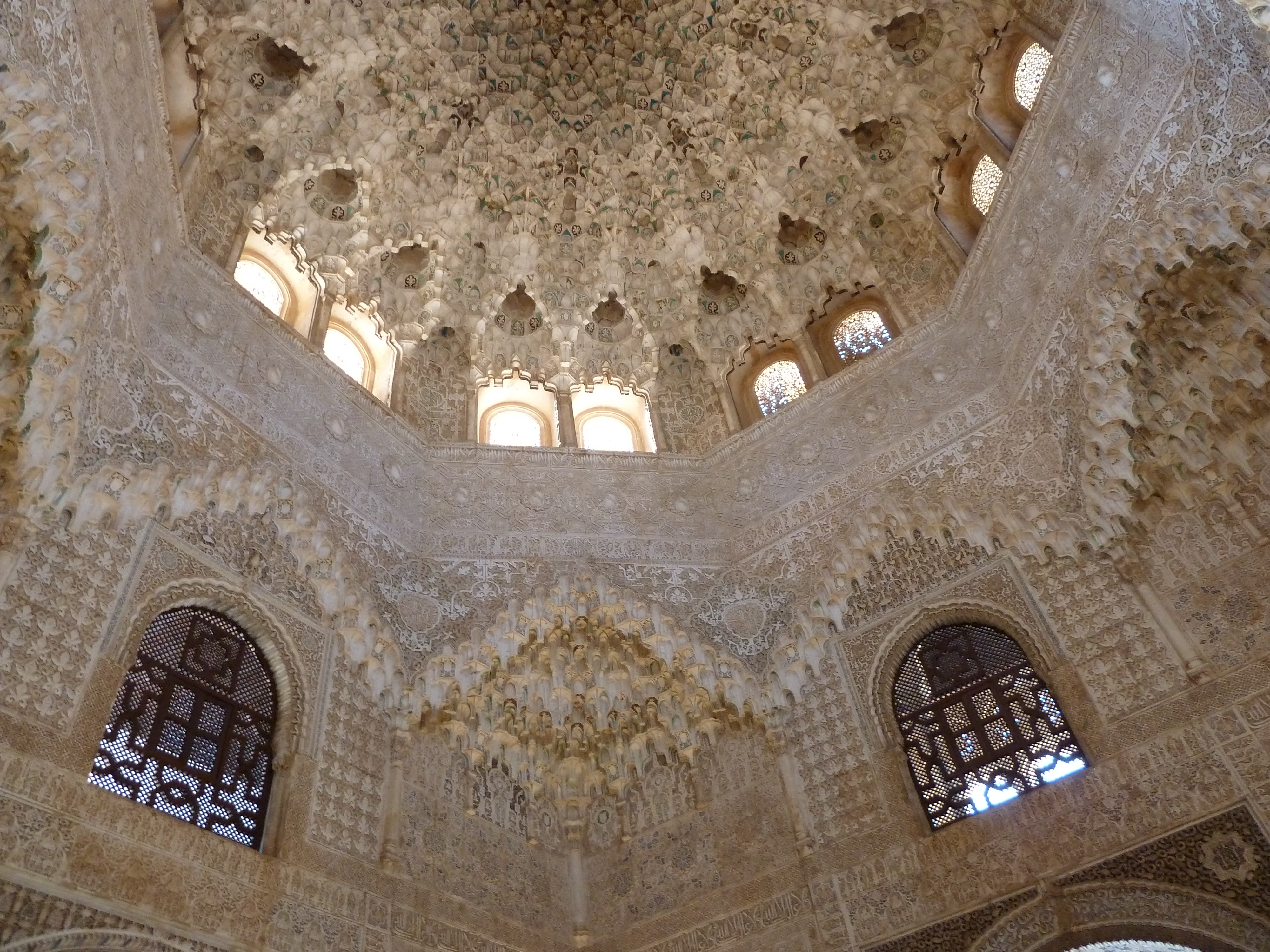
兩姐妹廳
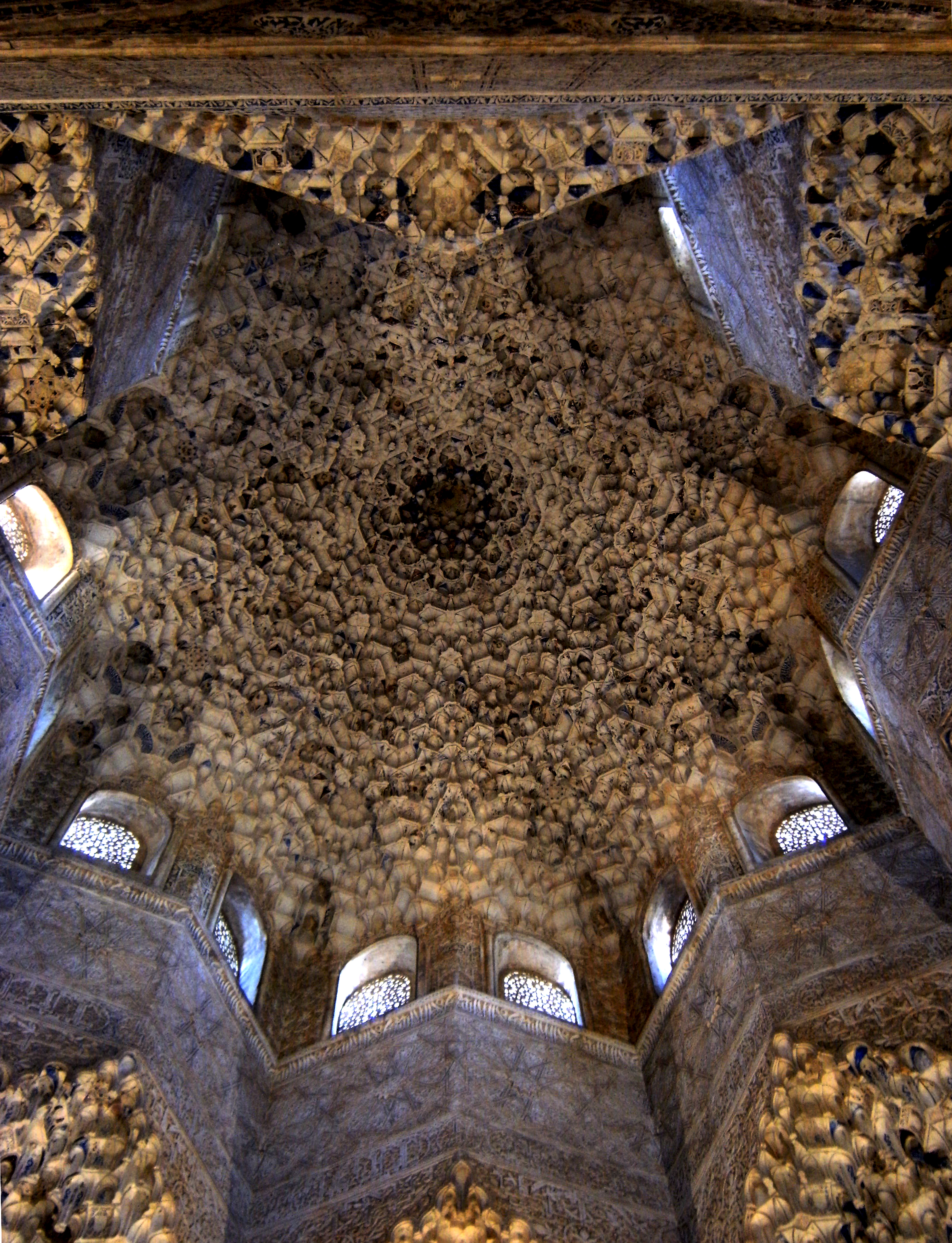
阿本莎拉赫廳
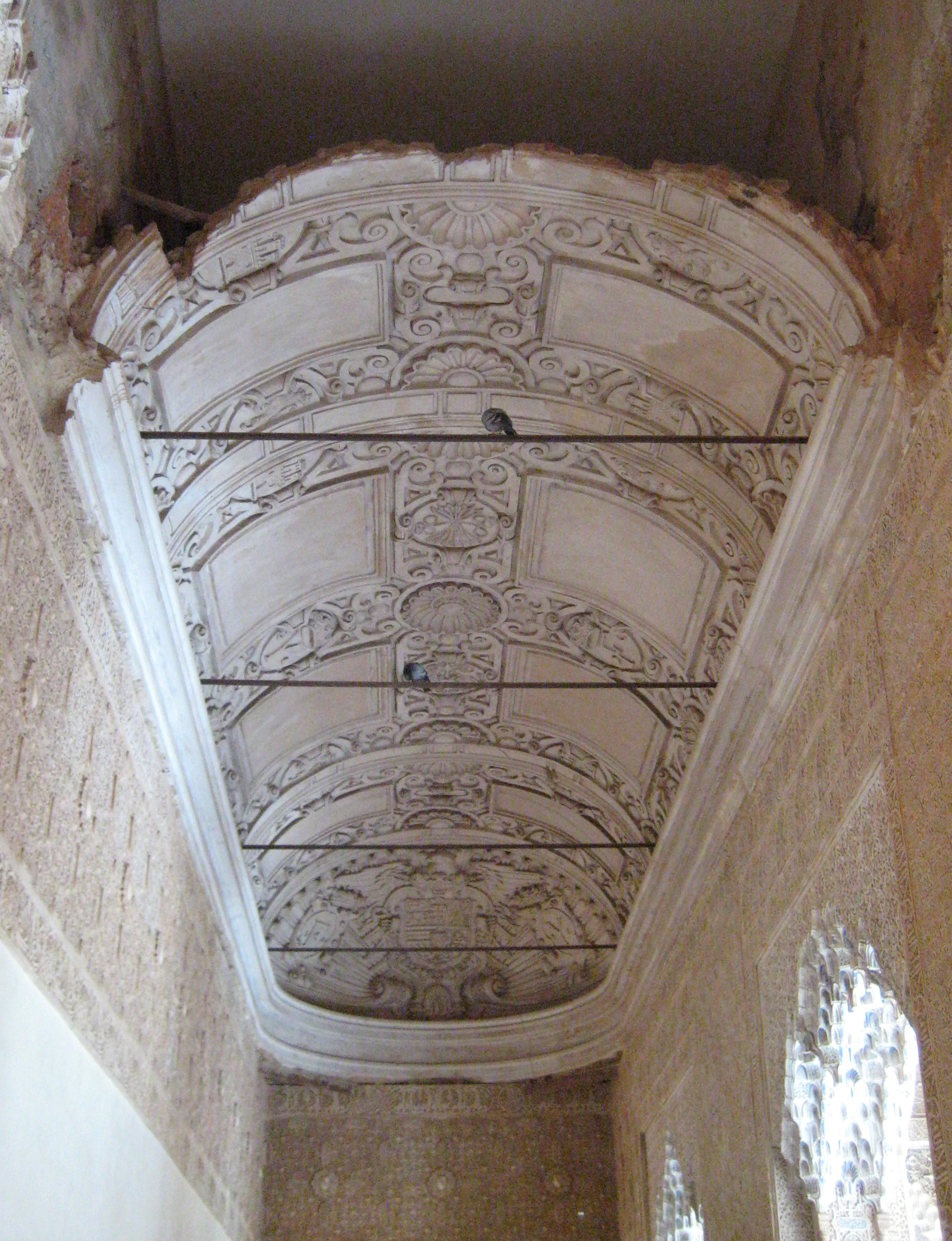
Sala de los Mocárabes
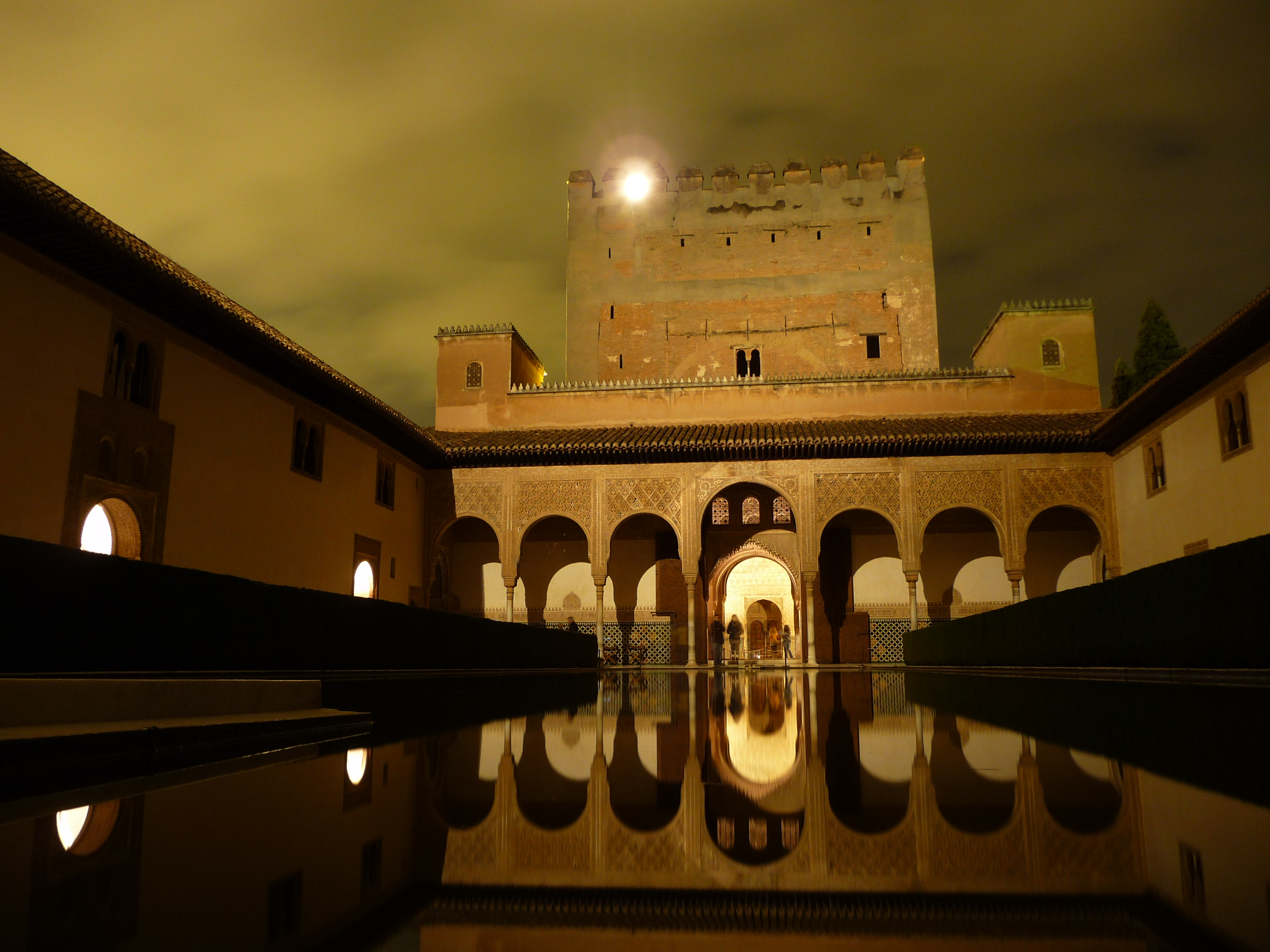
夜色中的香桃木院
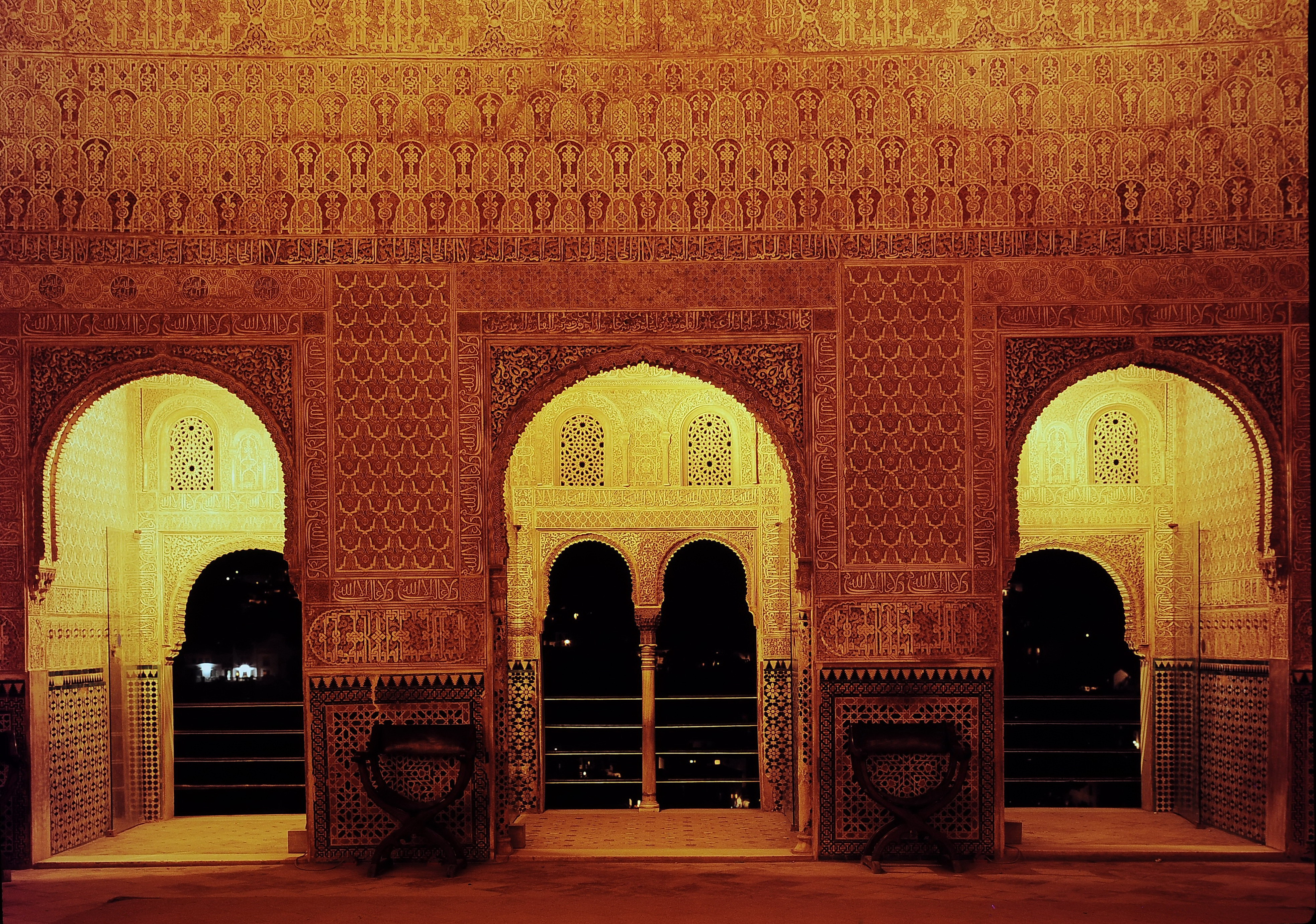
夜色中的阿蘭布拉宮
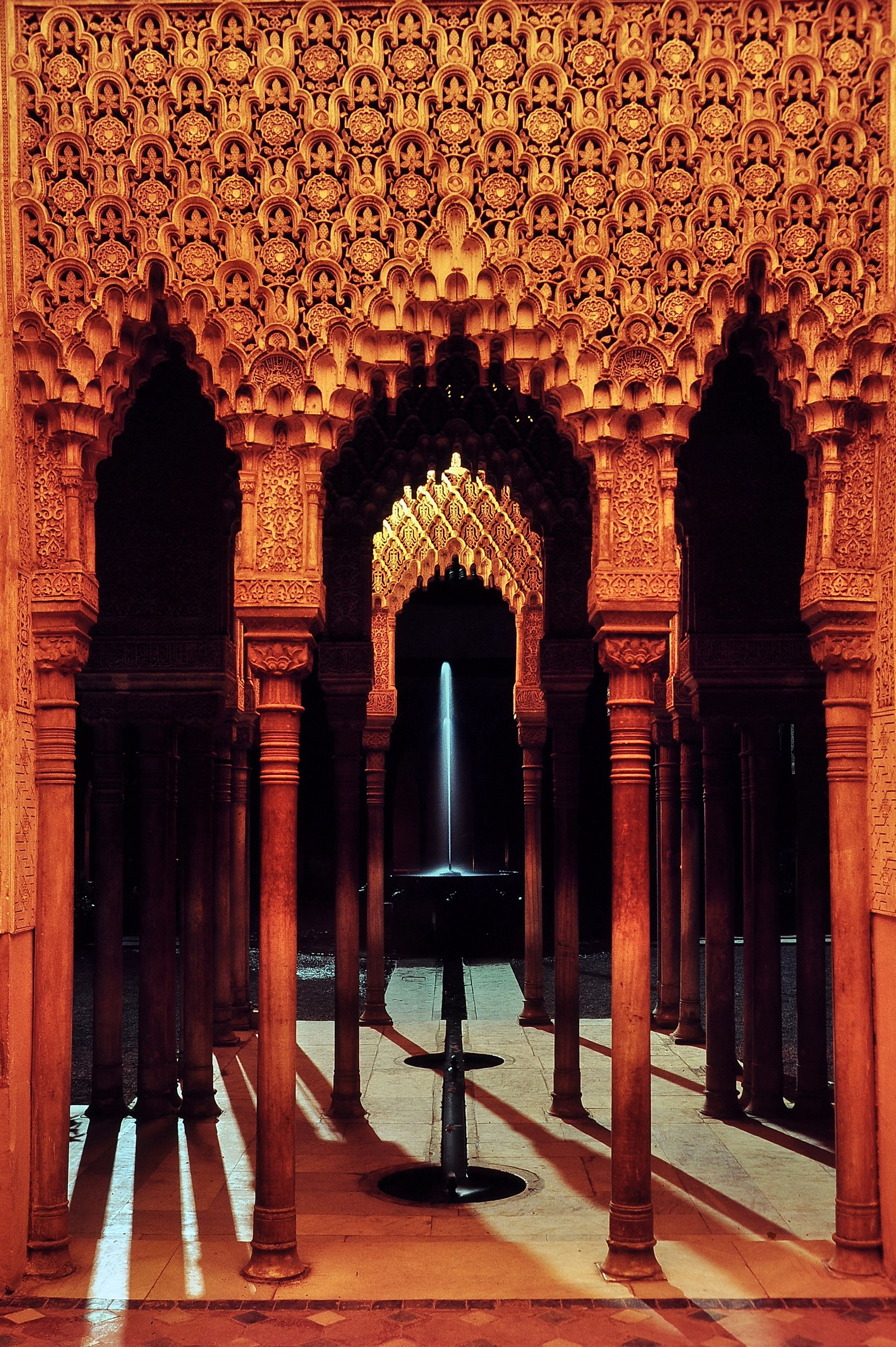
夜色中的狮子院中庭
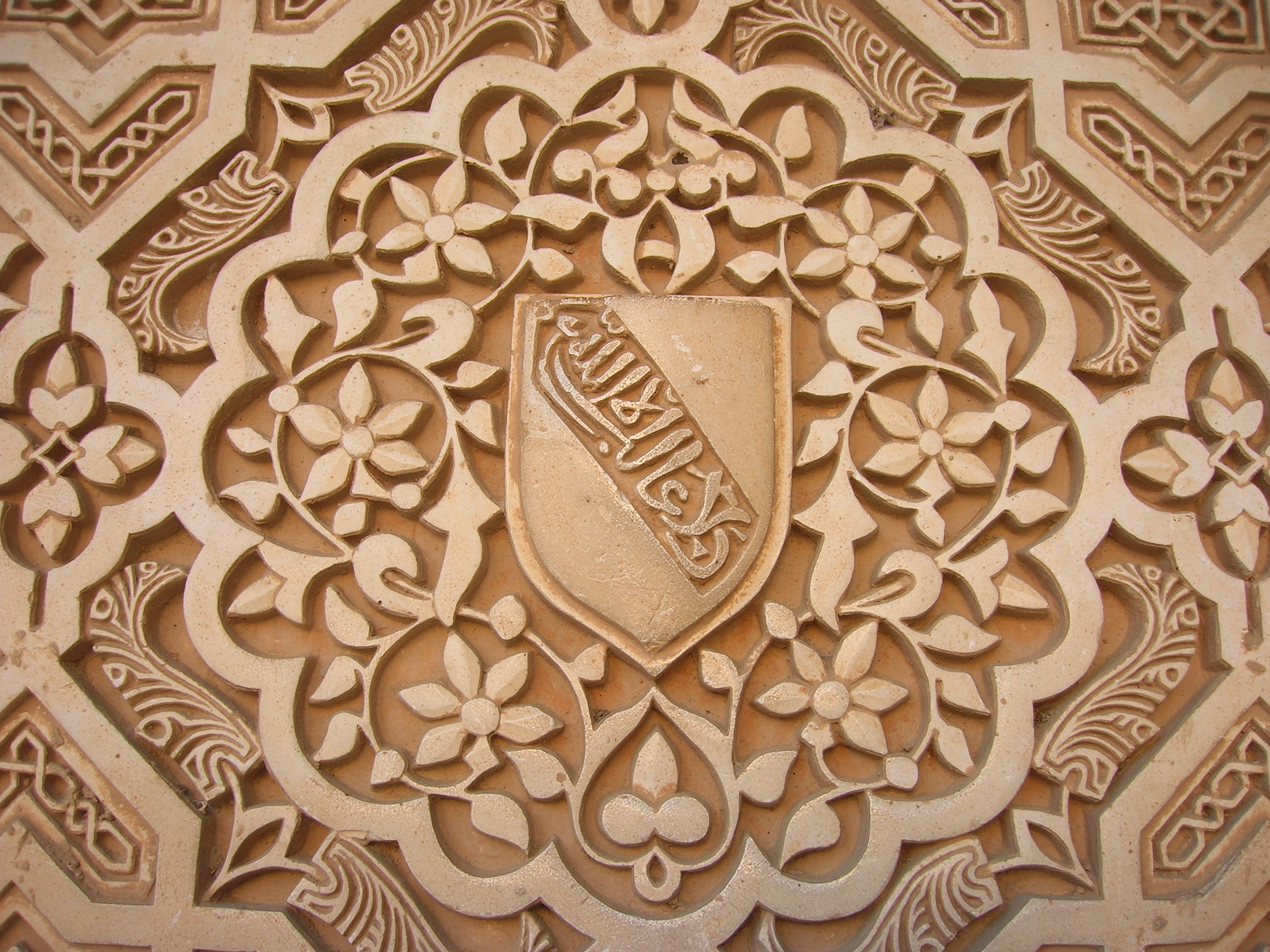
王朝之盾
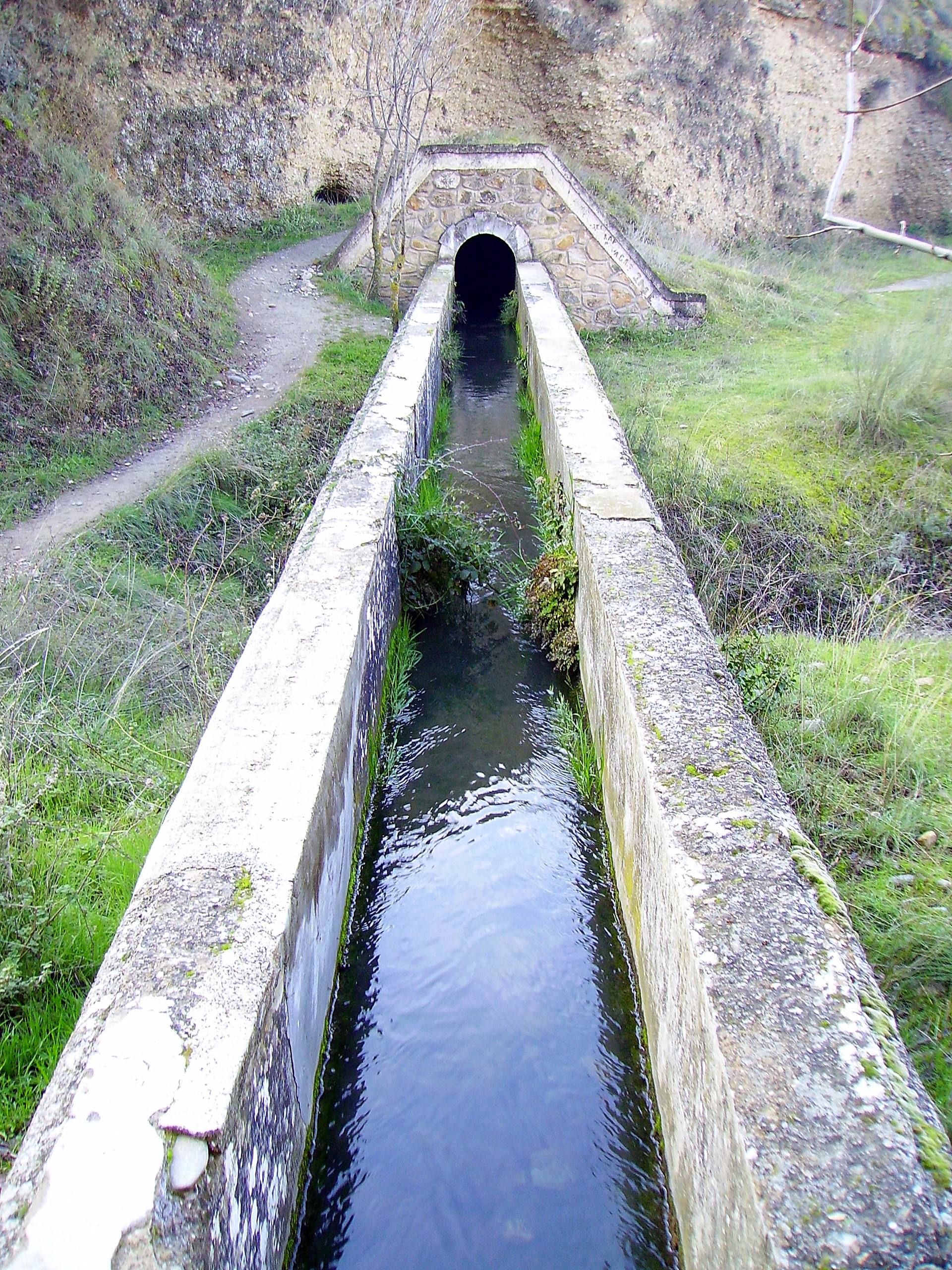
灌溉用水道

## 外部連結
- 阿尔罕布拉宫指南 （页面存档备份，存于）
- 了解一下阿尔罕布拉宫，格拉纳达 （页面存档备份，存于），西班牙旅游的官方网页